# Jean Batten

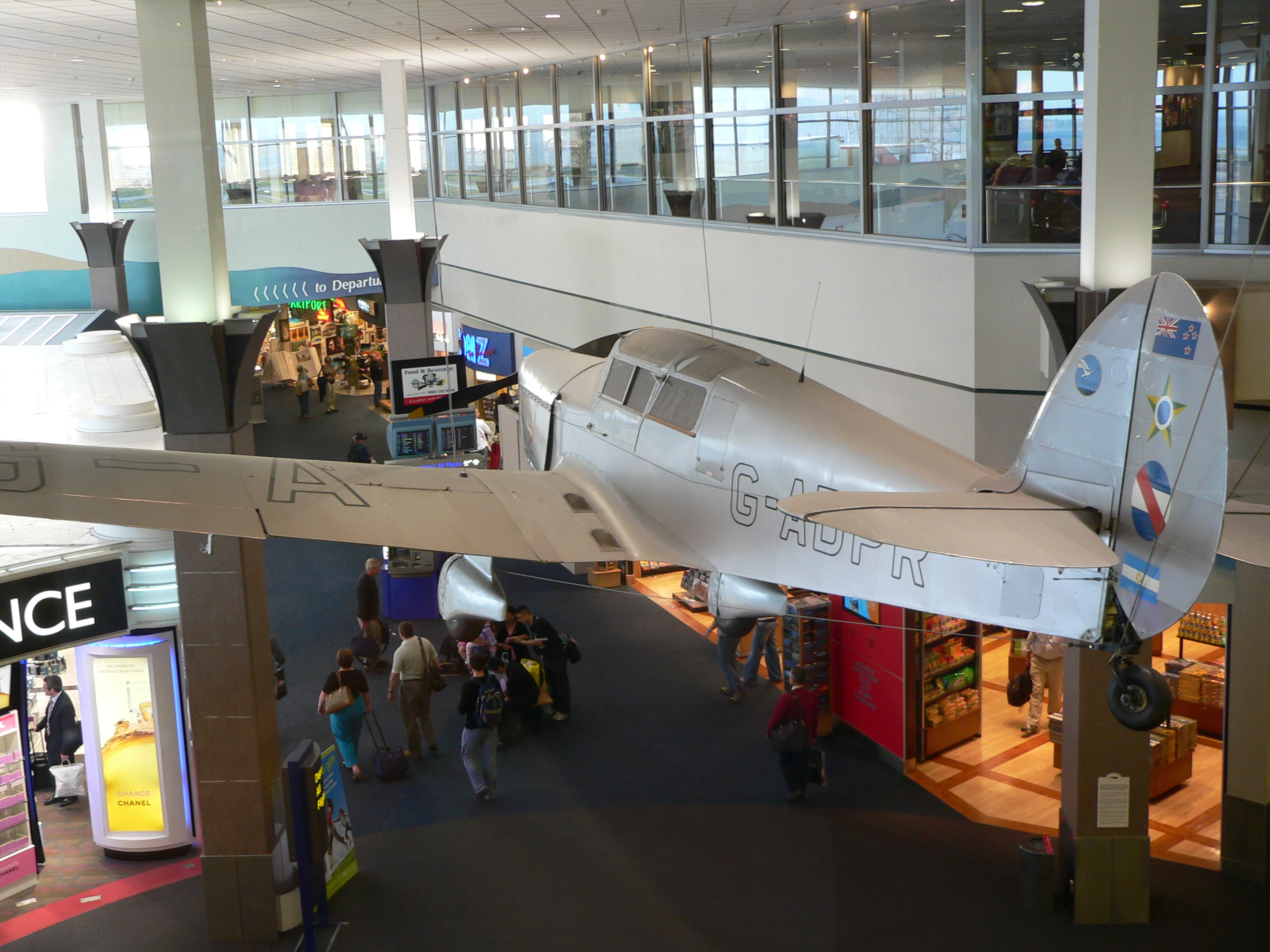
Jean Battens Percival Vega Gull im Auckland International Airport

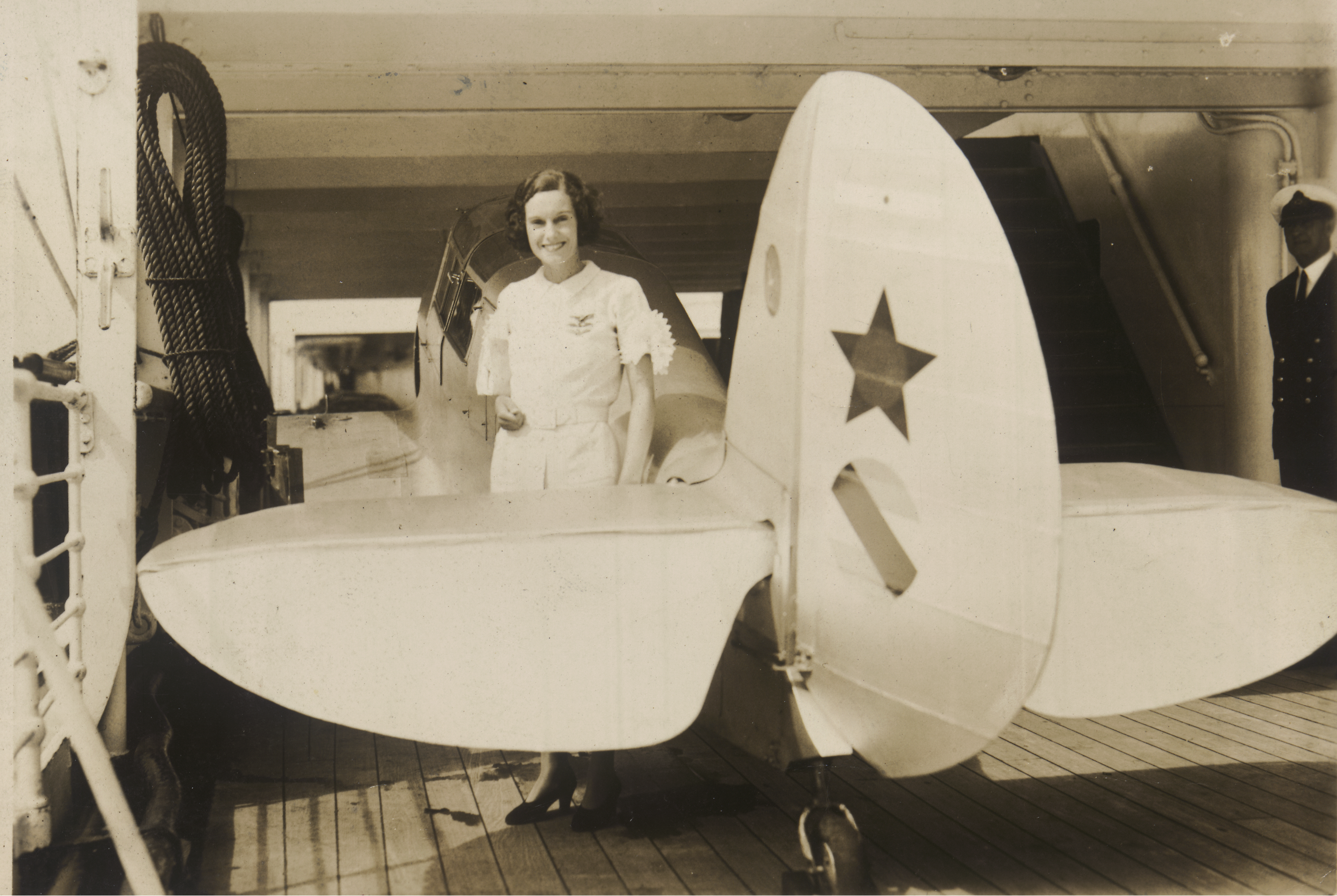
Jean Batten und ihr Flugzeug

Jean Gardner Batten CBE OSC (* 15. September 1909 in Rotorua, Neuseeland; † 22. November 1982 auf Mallorca) war eine neuseeländische Fliegerin. Sie errang in den 1930er Jahren Strecken- und Dauerrekorde im Alleinflug.

## Leistungen
- 1933 England – Indien in einer Gipsy Moth
- 1934 England – Australien in knapp 15 Tagen in einer Gipsy Moth
- 1935 Australien – England binnen 17 Tagen und 15 Stunden. Erste Frau die einen Rückflug wagte.
- 1935 England – Brasilien in 61 Stunden in einer Percival Vega Gull
- 1936 England – Neuseeland in 11 Tagen in einer Percival Vega Gull